# Lingbo
Lingbo est une localité de Suède dans la commune d'Ockelbo située dans le comté de Gävleborg.
Sa population était de 438 habitants en 2019.